# 黎廣偉
黎廣偉（英語：Kenny Lai Kwong-wai，1988年—），民主黨中央委員及九龍城黨團召集人，前香港九龍城區議會馬坑涌選區議員，前香港民主民生協進會成員。

## 政治生涯

### 代表民協參選2015年區議會選舉九龍城區議會馬坑涌選區
2015年區議會選舉，馬坑涌人口估算約20,388人，其中有7,732是選民，工聯會的總部及旗下之工人俱樂部均屬於選區範圍。這屆選情非常激烈，工聯會黃潤昌競逐連任，對手是民協成員黎廣偉，最終黎廣偉以1,663票險勝取得1,618票的黃潤昌而勝出。黎廣偉成功為民主派取得此議席，也是首次由泛民主派人士奪取該選區議席。
| 政党   | 政党           | 候选人    | 票数  | %      | ±      |
| ------ | -------------- | --------- | ----- | ------ | ------ |
|        | 香港工會聯合會 | ①. 黃潤昌 | 1,618 | 47.19% |        |
|        | 無黨派         | ②. 劉舒燕 | 148   | 4.32%  |        |
|        | 民協           | ③. 黎廣偉 | 1,663 | 48.50% |        |
| 多数票 | 多数票         | 多数票    | 45    | 1.31%  | 不適用 |

### 退出民協
民協九龍城團隊因2016年立法會選舉民協失去立法會代表後，逐一退出民協，轉而加入民主黨，當中包括黎廣偉。

### 支持工黨李卓人參選2018年11月香港立法會九龍西地方選區補選
黎廣偉所屬的民主黨支持工黨李卓人參選2018年11月香港立法會九龍西地方選區補選。
2018年10月31日，陳凱欣宣傳單張的內容，被發現與民主黨九龍城區議員黎廣偉曾向九龍城區議會呈交的建議書完全一樣。黎廣偉對其抄襲行為感到無奈和憤怒，表明會保留追究權利。陳凱欣團隊辯稱，製作宣傳單張時誤將參考資料作為定稿；發現後已停止派發有關單張。

### 代表民主黨參選2019年區議會選舉九龍城區議會馬坑涌選區
2019年區議會選舉，當時人口估算約20,388人，其中有8,894位選民。民主黨黎廣偉以超過六成得票成功連任。
| 政党   | 政党   | 候选人    | 票数  | %      | ±      |
| ------ | ------ | --------- | ----- | ------ | ------ |
|        | 工聯會 | ①. 鄧巧彤 | 2,437 | 37.57% | 不適用 |
|        | 民主黨 | ②. 黎廣偉 | 3,966 | 61.14% | +12.5  |
|        | 無黨派 | ③. 陳曉威 | 84    | 1.29%  | 不適用 |
| 多数票 | 多数票 | 多数票    | 1,445 | 23.57% | 不適用 |

## 外部連結
- 黎廣偉的Facebook專頁

| 議會席位      | 議會席位                              | 議會席位 |
| ------------- | ------------------------------------- | -------- |
| 前任： 黃潤昌 | 九龍城區議會馬坑涌選區議員 2016年－21 | 現任     |